# وادا کوره‌ماسا
وادا کوره‌ماسا (انگلیسی: Wada Koremasa; تاریخ ورودی نامعتبر است – ۱۷ سپتامبر ۱۵۷۱) وی پسر وادا واکاسوکه و سامورایی اهل ژاپن بود. وی مستقیماً از شوگون‌سالاری آشیکاگا حمایت می‌کرد. پس از قتل آشیکاگا یوشیترو در سال ۱۵۶۵ آشیکاگا یوشی‌آکی تحت حمایت اودا نوبوناگا قرار گرفت و کوره‌ماسا همچنان از خاندان آشیکاگا و یوشی‌آکی حمایت می‌کرد.